# Aristide Stefani
Aristide Stefani (San Giovanni Ilarione, 15 settembre 1846 – Padova, 24 aprile 1925) è stato un medico italiano.

## Biografia
Figlio di Ferdinando e Luigia Zanchi, compì gli studi superiori a Vicenza e Mantova, per poi laurearsi in medicina all'Università di Padova il 12 febbraio 1870. Nel 1872 divenne professore di fisiologia nell'Università di Ferrara e, dal 1888 al 1921, fu professore della stessa materia nell'Università di Padova succedendo a Filippo Lussana (dopo che era stato suo assistente fino al 1872). Dal 1889 era stato promosso a professore ordinario, e aveva tenuto anche gli insegnamenti di materia medica e farmacologia sperimentale (nel 1896-97) e di chimica fisiologica (1906-21). Fu anche preside della facoltà di Medicina e chirurgia negli anni 1905-08.

### Attività scientifica
Con i suoi studi la medicina ha avuto significativi progressi nella conoscenza del funzionamento dell'attività cardiaca e cardiovascolare e della fisiologia cerebrale, indagate con un approccio quantitativo e meccanicistico. Nella scuola di medicina di S. Mattia di Padova, realizzò un primo gabinetto scientifico, e si adoperò per introdurre strumentazioni innovative come il chimografo. Nel 1910 studiò la malattia della pellagra che agli inizi del secolo era diffusa nella popolazione rurale e attribuì la sua origine a carenze alimentari di vitamine. Le ricerche e gli approfondimenti successivi portarono alla scoperta nel 1912 di quelle sostanze che furono denominate "vitamine" da Kazimierz Funk.
Fu socio dell'Accademia dei Lincei dal 1903 e di numerose altre accademie (Accademia Patavina, Accademia Olimpica, etc) e società scientifiche e, nel 1905, ottenne il Premio Reale per il maggior incremento dato agli studi della fisiologia.
Fu presidente dell'Istituto veneto di scienze, lettere ed arti dal 1913 al 1914.

## Intitolazioni
A lui è dedicata la scuola elementare di San Giovanni Ilarione e il piazzale antistante l'Ospedale Borgo Trento a Verona.